# Magma Geopark

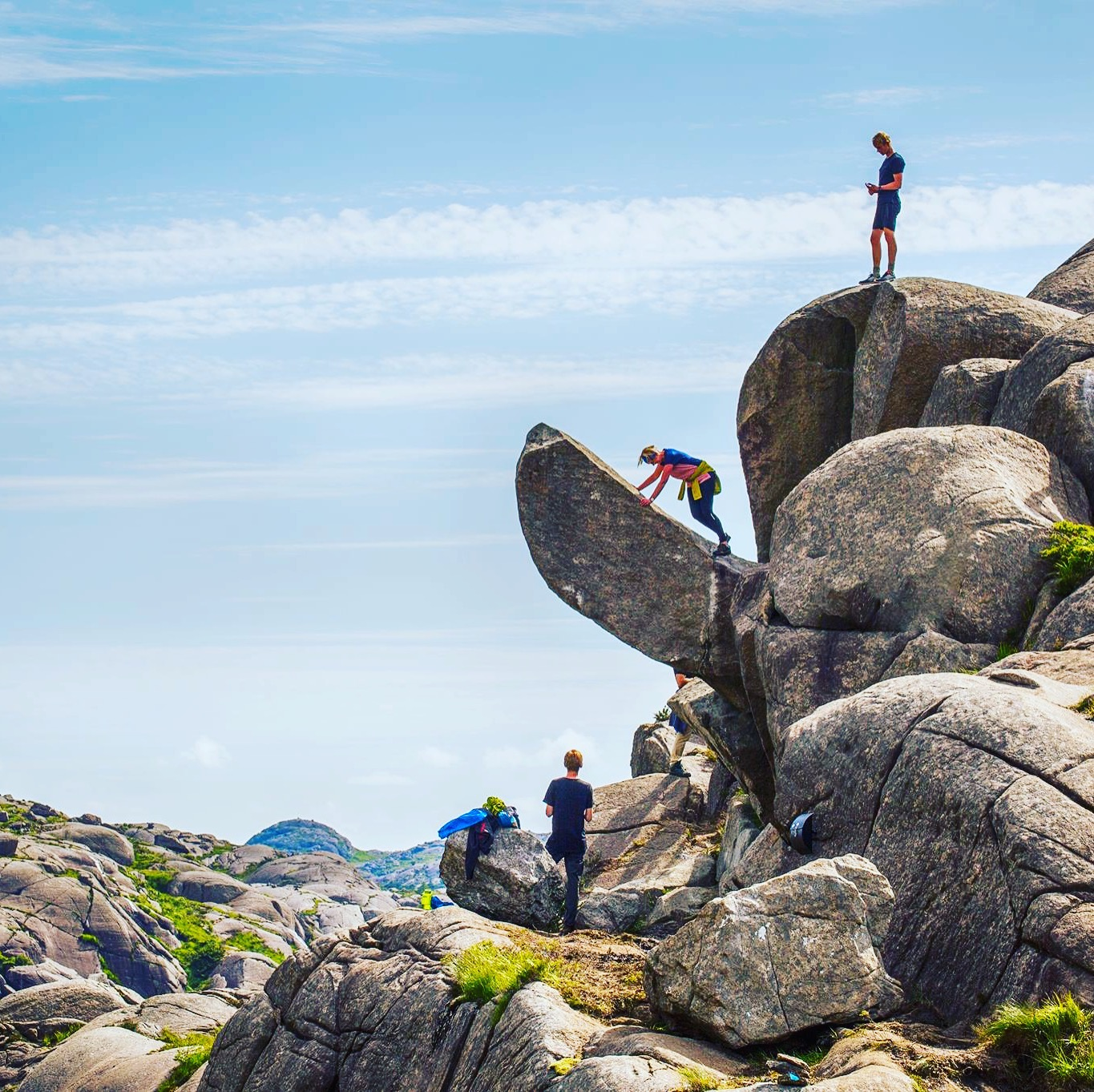
Троллпиккен

Magma Geopark — геопарк Европeйской сети геопарков и ЮНЕСКО, созданный при содействии Глобальной сети национальных геопарков в 2010 году. Площадь геопарка — 2329 км², он сложён интрузивной магматической горной породой. Magma Geopark расположен на юго-западе Норвегии в коммунах Бьеркрейм, Эйгерсунн, Флеккефьорд, Лунн и Сокндал.
1,5 миллиона лет назад территория геопарка представляла собой километры раскаленной магмы и заоблачной высоты горы. Ландшафт, который мы видим сегодня, был сформирован ледниками. Основная горная порода геопарка, анортозит, также слагает часть поверхности Луны.
Magma Geopark сочетает природные, культурные, исторические и промышленные достопримечательности, его посещают как местные жители, так и туристы. В нём проложена сеть маршрутов и имеется множество мест для активного отдыха, таких как пеший туризм, езда на велосипеде, скалолазание и каякинг.